# Diplonotos continuus
Diplonotos continuus är en mossdjursart som beskrevs av Gordon 1988. Diplonotos continuus ingår i släktet Diplonotos och familjen Bifaxariidae. Inga underarter finns listade i Catalogue of Life.